# Конфедеративне Америчке Државе
Конфедеративне Америчке Државе — скраћено КАД (енгл. Confederate States of America — скраћено CSA), понекад кратко Конфедеративне Државе — КД (енгл. Confederate States — CS) или само Конфедерација (енгл. Confederacy), бивша је држава у Северној Америци, која је постојала од 1861. до 1865. године. Конфедеративне Америчке Државе биле су конфедерација јужних држава САД које су се осамосталиле током председничког мандата Абрахама Линколна.
Конфедерација је у почетку била сачињена од седам држава, али касније су им се придружиле још четири. На северу се граничила са САД, на југу са Мексиком и Мексичким заливом, а на истоку са Атлантским океаном.
Уставом Конфедерације који је потписало седам држава чланица (Јужна Каролина, Мисисипи, Флорида, Алабама, Џорџија, Луизијана и Тексас) означено је устројство „трајне савезне владе“ у граду Монтгомери године 1861. након што је тадашњи председник САД Абрахам Линколн позвао војне снаге из Вирџиније, Арканзаса, Тенесија и Северне Каролине како би се поново заузело утврђење Самтер и остала савезна подручја која су у међувремену била под окупацијом, као и четири државе које су прогласиле своје отцепљење од САД (Уније). Председник КАД-а је био Џеферсон Дејвис, а главни град Ричмонд.
Формирање Конфедерације довело је до Америчког грађанског рата познатог и као рат између „Севера“ и „Југа“. Наиме влада САД није признала конфедерацију и кренула је да војном силом поврати отцепљене територије.
Током грађанског рата због успешних војних операција Уније, контрола Конфедерације над својим територијама нагло је опадала као и њен број становника (са 73 % на 34 %). Такође јој је слабила и контрола унутрашњих водених токова на Југу, а комплетна јужњачка обала налазила се у поморској блокади. Све то створило је несавладиви проблем у људству, залихама и финансијама. Јавна подршка председнику Конфедерације Џеферсону Дејвису и његовој администрацији с временом је јењавала уз учестало дезертерство, економски тешку ситуацију и оптужбе о аристократској владавини. Након четири године ратовања град Ричмонд пао је у априлу 1865. године и убрзо након тога главни генерал Конфедерације Роберт Ли предао се генералу Јулисизу Гранту услед чега је Конфедерација службено престала да постоји. Сам председник Дејвис ухапшен је 10. маја 1865. године у округу Ервин (држава Џорџија) и оптужен за издају. До суђења никада није дошло и оптужница је коначно одбачена 25. децембра 1868.
Због војних акција, рат је Југ оставио економски девастираним, поред огромних људских жртава уништена је инфраструктура и исцрпљени ресурси. Готово комплетна регија остала је далеко испод остатка националног нивоа развоја све до после Другог светског рата.

## Историја
Конфедерацију су током конвенције у Монтгомерију у фебруару 1861. године основали државни изасланици послани из седам држава САД. Након Линколнове инаугурације још четири пограничне државе постале су заступљене, још су се две државе и две нове територије придружиле Конгресу Конфедерације, све у складу са њиховим сепаратистичким резолуцијама. Влада је постојала од пролећа 1861. до пролећа 1865. године, дакле током трајања Америчког грађанског рата који је започела управо Конфедерација нападом на Форт Самтер.
Многи белци са југа сматрали су себе више Јужњацима него Американцима те су били спремни да се боре за своју државу и свој регион како би исти постали независни од остатка нације. Регионализам је ускоро прерастао у јужњачки национализам, „Мисију“ (енгл. Cause). Током целог свог постојања Конфедерација се налазила у рату. „Јужњачкa мисија“ превазилазила је идеологију права држава, политике царине или унутрашњег уређења. Била је базирана на стилу живота, вредностима и систему веровања. Јужњачки „животни стил“ постао је свет његовим грађанима. Све на Југу постало је морално питање, комплетна љубав била је усмерена на све што је јужњачко док се све што је припадало Јенкијима (Северњацима) мрзело. Како се рат приближавао, нису се распале само националне политичке партије већ су се поделиле и националне цркве и породице које су своје чланове имале у различитим државама.
Ни у једној држави белци нису били једногласни. Постојала је мањина на југу која је подржавала Унију, поготово у данашњој Западној Вирџинији као и у источном Тенесију. Јужно од линије Мејсон-Дикон гласачка подршка за три про-унионистичка кандидата 1860. године варирала је од 37 % на Флориди до чак 71 % у држави Мисури. Рат који је уследио неки историчари прогласили су америчком трагедијом, ратом браће, оца против сина, познаника против сопственог рођака.

### Револуција разједињења
Сепаратисти у јужњачким робовласничким државама који су одбијали да остану у држави за коју су веровали да их претвара у другоразредне грађане основали су Конфедеративне Америчке Државе. Главне разлоге за овакво мишљење пронашли су у све већем јачању аболициониста као и у анти-ропском покрету у Републиканској странци за коју су сматрали да их константно вређа, „понижава и деградира“. „Црни републиканци“ (како су их јужњаци звали) и њихови савезници сада су претили да постану већина у Представничком дому САД, Сенату и у самом кабинету Председника. У Врховном суду, главни судија Роџер Б. Танеј (за којег се и данас верује да је подупирао робовласништво) већ је тада имао 83 године и учестало оболевао.
Током председничких кампања 1860. године сепаратисти су претили разједињењем у случају да Абрахам Линколн буде изабран, а међу онима чији се глас највише чуо био је Вилијам Л. Јенси. Јенси је путовао севером земље и позивао људе на отцепљење док је Стивен Даглас путовао југом и заговарао Унију у случају Линколнове победе. Сепаратистима је намера Републиканске странке била јасна: потпуна елиминација или забрана ропства. Линколнова победа натерала их је на брзо деловање чак и пре саме инаугурације.

### Разлози отцепљења
До 1860. године регионалне несугласице између Севера и Југа примарно су се водиле око очувања или ш ропства. Историчар Дру Гилпин Фауст написала је да су „вође покрета отцепљења кроз читави Југ истицали ропство као најјачи разлог за јужњачку независност“. Иако се на први поглед чини чудним, чињеница је да је већина јужњачких белаца подржавала робовласништво иако сами нису имали робове. Верује се да је разлог томе што нису хтели да се осећају као да су на дну друштвеног поретка. Поред питања ропства постојали су и други разлози спора између Севера и Југа, а који су укључивали слободу говора, одбегле робове, проширење на Кубу и права држава. Победа Републиканске странке и избор Абрахама Линколна за новог Председника САД била је кључна искра која је подстакла отцепљење. Историчар и стручњак за грађански рат Џејмс М. Макперсон је написао:
Најзлокобније обележје комплетних избора за јужњаке представљала је убедљива Републиканска победа северно од 41. паралеле. У тој регији Линколн је освојио више од 60 % гласова, једва изгубивши тек два округа. Чак три четвртине републиканских конгресмена и сенатора у следећем мандату представљали би „Јенкије“ који желе укинути ропство. У Ричмонд Ексаминеру написано је: „Странка основана са једним јединим циљем — мржњом према афричком ропству — сада се налази на власти“. Нико се више не може „заваравати да је црна Републиканска странка модерна“ странка, написали су у Њу Орлеанс Делти. „То је заправо, првенствено, револуционарна партија“.
Током онога што ће касније постати познато под називом Корнерстоунски говор, потпредседник Конфедерације Александер Стивенс изјавио је да се „камен темељац“ (енгл. cornerstone) нове владе "темељи на великој истини да особа црне боје коже није једнака особи беле боје коже; да је ропство — потчињеност супериорној раси — потпуно природно и нормално стање. Наша нова влада прва је у историји света која своје постојање заснива на овој великој физичкој, филозофској и моралној истини. Касније ће, међутим, Стивенс покушати да образложи наведено бранећи се властитом неспремношћу за говор, учесталом употребом метафора приликом говора те изјавама да никад није дословно мислио да "темељи нове владе почивају на изреченом."
Државе које се налазе дубоко у јужном подручју данашњег САД — Јужна Каролина, Мисисипи, Џорџија и Тексас — званично су објавиле своје отцепљење, а свака је од њих идентификовала претњу праву робовласника као главни разлог (или један од главних разлога) самог отцепљења. Уз то држава Џорџија је као разлог навела и генералну савезну политику којом се више фаворизују економски интереси Севера него Југа. С друге стране, држава Тексас у својој службеној декларацији о отцепљењу споменула је робовласништво 21 пут, али такође навела и неуспех савезне владе да одржи своја обећања из оригиналног споразума о анексији о заштити досељеника на западну границу.
У прокламацији о отцепљењу државе Тексас такође стоји:
Као неоспорну истину тврдимо да су владе различитих држава као и сама Конфедерација основане искључиво од стране беле расе за белу расу и њено потомство; да афричка раса нема никакву улогу у њиховом оснивању; да се с правом сматра инфериорном и несамосталном расом и због тога њено постојање у овој земљи може се сматрати једино корисним односно подношљивим.

### Инаугурација и реакције
Након првих одржаних државних конвенција на Југу послани су њихови представници на конвенцију у Монтгомерију (Алабама) дана 4. фебруара 1861. године. Управо тамо су донесени основни документи владе и етаблирана је привремена влада.
За новог, „привременог“ председника Конфедерације изабран је Џеферсон Дејвис који је, иако је раније инсистирао на одуговлачењу отцепљења све док се комплетни Југ не уједини, свеједно позвао сто хиљада мушкараца из војних јединица разних држава да стану у одбрану новоосноване државе. Раније је Џон Б. Флојд, бивши Министар рата под председником Џејмсом Бјукенаном, пребацио војне трупе јужно од северњачких америчких војних утврђења. Како би уштедели на трошковима ратног одељења, Флојд и остали радници Конгреса наговарали су председника Бјукенана да не наоружава јужњачка утврђења, а управо је то била одредба Конфедерације.
У мају 1861. године главни град Конфедерације постао је Ричмонд (Вирџинија). Пет дана касније, Дејвис је проширио степен ванредног стања на Норфолк и Портсмут (Вирџинија) како би укључио подручја у околини 10 mi (16 km) иза Ричмонда. Дана 22. фебруара 1862. (на дан рођења Џорџа Вашингтона) обављена је Дејвисова инаугурација као службеног председника чији би мандат трајао шест година, а који је изабран у новембру 1861. године.
У свом првом обраћању нацији после избора, председник Абрахам Линколн покушао је да задржи ширење Конфедерације. Како би умирио све учесталије позиве на отцепљење робовласничких држава, уверио је пограничне државе да ће ропство опстати у оним државама у којима већ постоји те је предложио тринаести амандман у Уставу — Корвинов амандман — који се у то време налазио у фази расправе, а који би пружио неопозиву уставну заштиту ропства у државама које се определе за робовласништво.
Новооснована администрација Конфедерације сматрала је исправном политику националног територијалног интегритета наставивши раније покушаје држава из 1860. и с почетка 1861. године којима је присуство владе САД желела уклонити из својих граница. Таква политика укључивала је преузимање америчких судова, поште и, што је најважније, оружарница и војних утврђења. Али након заузимања утврђења Форт Самтер од стране Конфедерације у априлу 1861. године, Линколн је позвао 75 хиљада војних трупа из разних држава које су се налазиле под његовим ауторитетом. Сврха окупљања војске била је поново заузимање америчких територија широм Југа будући да амерички Конгрес никада није одобрио њихово отцепљење. Пружање отпора у утврђењу Самтер означило је његову промену политике коју је до тада спроводила сада већ бивша Бјукенанова администрација. Такав Линколнов војни одговор дигао је комплетну нацију на ноге и узбуркао емоције. Људи са Севера и Југа захтевали су рат, а стотине хиљада младића пожуриле су да се пријаве у војску. Након тих догађаја још четири државе прогласиле су своје отцепљење (Вирџинија, Северна Каролина, Тенеси и Арканзас) док је држава Кентаки остала неутрална.

### Отцепљење
Они који су подупирали отцепљење сматрали су да је Устав САД био само уговор између држава који се могао одбацити у било које време без претходних консултација и да свака држава има сопствено право на отцепљење. Након енергичних дебата и гласања, седам јужњачких робовласничких држава прогласило је своје отцепљење у фебруару 1861. године (пре него је Абрахам Линколн дошао у канцеларију председника), док су покушаји отцепљења у осталих осам робовласничких држава привремено пропали. Делегати из тих седам држава оформили су Конфедеративне Америчке Државе у фебруару 1861. године и изабрали Џеферсона Дејвиса као привременог председника. Покушај Униониста о поновном уједињењу пропао је и Дејвис је започео да скупља војску која је бројала око сто хиљада мушкараца.

### Државе
Седам држава прогласило је отцепљење од Сједињених Америчких Држава пре него је Линколн преузео кабинет председника 4. марта 1861. године. Након напада Конфедерације на утврђење Самтер 12. априла 1861. године и Линколновог каснијег војног позива (15. април), још четири државе прогласиле су своје отцепљење.
Држава Кентаки прогласила је неутралност, али након што су у њу ушле Конфедерацијске трупе влада је затражила помоћ Уније како би их истерала. Расцепљена влада Конфедерације преместила се како би обухватила западне Конфедерацијске војне јединице и никада није у целости контролисала сопствену популацију.
Дана 31. октобра 1861. године у држави Мисури остатак привремене Конфедеративне владе донео је одлуку о отцепљењу. Конфедерацијска влада, међутим, није могла да контролише већи део територије те државе. Прво је главним градом прогласила Ниошо, а затим Касвил пре него што је истерана из државе. Остатак рата Конфедеративна влада државе Мисури деловала је у изгнанству из града Маршал у Тексасу.
Државе Кентаки и Мисури у Линколновој прокламацији о еманципацији нису прозване побуњеничким државама. С друге стране, Конфедерација је такође полагала права на те две државе, одобривши им конгресно представништво и додавши њихове две звездице на своју државну заставу.
У држави Вирџинија насељене регије дуж граница са државама Охајо и Пенсилванија одбијале су конфедерацију. Унионисти су одржали конвенцију у Вилингу у јуну 1861. године и етаблирали „обновљену владу“, али регион је остао дубоко подељен. У 50 регија које ће касније створити државу Западну Вирџинију, гласачи из 24 регије на референдуму су гласали за отцепљење од Вирџиније 23. маја. Године 1860. на председничким изборима „уставни демократа“ Брекенриџ победио је „уставног Унионисту“ Бела у свих 50 регија за 1900 гласова односно 44 % на према 42 %. Без обзира на учестале расправе између историчара око изборне процедуре и појединачних резултата, обе стране су придобиле преко 20 хиљада војника за обе стране конфликта. Представници су седели у државним законодавним телима током рата и у Вилингу и у Ричмонду.
Неке регије у источном Тенесију покушале су да се отцепе од Конфедерације, али им је ванредним стањем то забрањено. Иако су државе Делавер и Мериленд биле робовласничке, оне нису прогласиле отцепљење, јер су грађани у тим државама били снажно растргани на обе стране. Ипак, војници државе Мериленд борили су се као део Лијеве војске у северној Вирџинији. Делавер никада није послао војне трупе на страну Конфедерације, али такође није еманциповао робове као што су то учиниле државе Мисури и Западна Вирџинија. Грађани округа Колумбија такође нису покушали отцепљење.
Следи списак побуњеничких држава с датумима проглашења њиховог отцепљења од остатка САД:
| Држава           | Отцепљење          | Примање у КАД    | Примање у САД            | Конзервативна влада дошла на власт |
| Јужна Каролина   | 20. децембар 1860. | 4. фебруар 1861. | 9. јул 1868.             | 28. новембар 1876.                 |
| Мисисипи         | 9. јануар 1861.    | 4. фебруар 1861. | 23. фебруар 1870.        | 4. јануар 1876.                    |
| Флорида          | 10. јануар 1861.   | 4. фебруар 1861. | 25. јун 1868.            | 2. јануар 1877.                    |
| Алабама          | 11. јануар 1861.   | 4. фебруар 1861. | 14. јул 1868.            | 16. новембар 1874.                 |
| Џорџија          | 19. јануар 1861.   | 4. фебруар 1861. | 15. јул 1870.            | 1. новембар 1871.                  |
| Луизијана        | 26. јануар 1861.   | 4. фебруар 1861. | 25. јун или 9. јул 1868. | 2. јануар 1877.                    |
| Тексас           | 1. фебруар 1861.   | 2. март 1861.    | 30. март 1870.           | 14. јануар 1873.                   |
| Вирџинија        | 17. април 1861.    | 7. мај 1861.     | 26. јануар 1870.         | 5. октобар 1869.                   |
| Арканзас         | 6. мај 1861.       | 18. мај 1861.    | 22. јун 1868.            | 10. новембар 1874.                 |
| Тенеси           | 6. мај 1861.       | 16. мај 1861.    | 24. јул 1866.            | 4. октобар 1869.                   |
| Северна Каролина | 21. мај 1861.      | 16. мај 1861.    | 4. јул 1868.             | 28. новембар 1876.                 |

### Територије
Становници у Месили и Тусону у јужном делу тадашње територије Нови Мексико организовали су конвенцију за отцепљење, а на гласању одржаном 16. марта 1861. године изгласано је придруживање Конфедерацији па је нови територијални гувернер постао Луис Овингс. Победили су у бици за Месил и успоставили територијалну владу с Месилом као главним градом. Конфедерација је 14. фебруара 1862. године прогласила својом територијом подручје Аризоне северно од 34. паралеле. Маркус Х. Маквили радио је као делегат у оба Конфедеративна конгреса. Године 1862. покушај Конфедерације у Новом Мексику да заузме северни део америчких територија је пропао па је конфедеративна територијална влада отишла у прогонство те се лоцирала у граду Сан Антонио (држава Тексас).
Након што су САД евакуисале федерална утврђења, присталице Конфедерације у западном транс-Мисисипију захтевали су делове америчке индијанске територије. Преко половине америчких индијанских трупа које су учествовале у грађанском рату из индијанских територија били су поборници Конфедерације; из сваког племена по један генерал налазио се у војној служби скупа са својим трупама.
Америчко индијанско веће никада званично није одобрило приступање индијанских територија Конфедерацији, али попут држава Мисури и Кентаки, пет цивилизацијских народа имали су своје представнике у Конфедеративном конгресу, а њихови грађани су били припадници регуларне конфедеративне војске. Након 1863. године владе племена послале су своје представнике у конфедеративни конгрес: Елијас Корнелијус Будин представљао је племе Чироки, а Самјуел Бентон Калахан представљао је племена Семиноле и Крик. Нација Чироки стала је уз конфедерацију, а као своје разлоге навели су наводне северњачке повреде Устава, мишљење да Север ратује против ропства искључиво због комерцијалних и политичких интереса те да Север само жели да окупира још више индијанске територије.

### Главни градови
У периоду од 4. фебруара до 29. маја 1861. године, за главни град Конфедеративних Америчких Држава проглашен је Монтгомери (Алабама). Управо у том граду првих шест држава основало је КАД дана 8. фебруара 1861. године. Будући да су на том скупу седели и делегати из Тексаса, та држава сматра се „оригиналном седмом“ државом Конфедерације. Међутим, њени делегати нису имали право гласа пре него што су у својој држави спровели референдум. У Монтгомерију су одржана још два заседања привременог конгреса све до 21. маја. Тамо је такође усвојен и стални Устав Конфедерације дана 12. марта 1861. године.
Ричмонд (Вирџинија) изабран је за привремени главни град. Потпредседник Стивенс и остали прогласили су га главним градом како би охрабрили остале пограничне државе да следе Вирџинију и придруже се Конфедерацији. Био је то политички тренутак у којем се желела показати „пркос и снага“. Знало се да ће се главнина рата за јужњачку независност водити у Вирџинији, али је та држава такође имала и највећу јужњачку војну популацију белаца те довољну инфраструктуру, изворе и залихе потребне да се издржи ратно стање. Политика Дејвисове администрације била је: „Мора се бранити по сваку цену“.
Ричмонд је проглашен новим главним градом 30. маја 1861. године и последња два заседања привременог конгреса одржана су управо у њему. У државним и војним камповима 6. новембра 1861. године изабрани су стални конфедеративни конгрес и председник Конфедерације. Први конгрес одржао се у Ричмонду свеукупно 4 заседања у периоду од 18. фебруара 1862. до 17. фебруара 1864. године. Други конгрес одржао је два заседања у периоду од 2. маја 1864. до 18. марта 1865. године.
Како се рат одуговлачио, Ричмонд је постао оптерећен тренинг камповима, логистиком и болницама. Цене су драматично расле упркос настојањима владе да их на неки начин регулише. Један од тадашњих покрета у конгресу био је и онај Хенрија С. Фута из Тенесија који је предложио да се поново промени главни град. Приближавањем федералних трупа у рано лето 1862. године, владине архиве биле су припремљене за премештај. Ускоро је конгрес одобрио Дејвису да распусти извршну власт и сазове заседање конгреса у неким другим градовима 1864. године и поново 1865. године. Недуго пре краја рата, влада Конфедерације напустила је Ричмонд планирајући да се пресели негде дубље на југ. Међутим, ти планови готово никад нису заживели, јер се у међувремену Ли предао код Апоматокса 9. априла 1865. године. Дејвис и већина његовог кабинета побегла је у Данвил који је као главни град Конфедерације (уједно и последњи) трајао отприлике недељу дана.

## Привредне карактеристике
Привреда конфедералних држава почивала је на пољопривредној производњи планташког типа. На плантажама на којима је радила робовска црначка снага узгајао се памук, пиринач, дуван, шећерна трска и кукуруз. Колики је био удео пољопривреде у економији Јужних држава најбоље говори податак да су у укупној индустријској производњи САД јужне државе учествовале са свега 10 %, док је у војној индустрији тај однос био знатно мањи и износио је тек 3 процента. Међутим, огромне плантаже и бесплатна радна снага доносиле су огромне добити јужним државама. Тако су 1860. године будуће чланице Конфедерације остваривале БДП од око 155 милиона америчких долара, што их је сврставало на 4. место по богатству у светским оквирима.
Иако је индустријска производња на југу била занемарива у односу на остатак Америке, удео јужних држава у укупном америчком извозу премашивао је 70 %, а најважнији извозни производ је био памук на чијој производњи су Јужне државе имале готово монополистички положај у глобалним оквирима. Касније је Конфедерација користила свој монополизам у производњи и продаји пољопривредних производа као вид притиска на неке европске државе да признају њену независност (у виду раста цена и смањења извоза). Године 1860. енглеска текстилна индустрија је чак 80 % сировина за свој рад увозила из јужних америчких држава (а готово цео увоз је ишао преко луке у Ливерпулу).
Велики привредни ударац Конфедерација је доживела након губитка Њу Орлеанса који је служио као главна извозна лука за памук. Уведена је поморска блокада, извоз је готово прекинут, а самим тим и инострана кредитирања. Конфедерална влада је почела да штампа новац без покрића, а током трајања рата одштампано је укупно 1,7 милијарди долара таквог новца. Тако је крајем рата 1 конфедерални долар имао вредност од свега 1 цента по златном еквиваленту, односно 50 центи у односу на северњачки долар. Инфлација је била јако висока и током трајања грађанског рата достигла је вредности хиперинфлације од чак 4.000%. Поређења ради у истом том периоду цене на северу су скочиле за око 60 %.
Током трајања рата производња памука је са предратних 4,5 милиона бала (свака тешка по 500 фунти, или 226,7 kg) пала на свега 300.000 бала. Некадашње плантаже памука замениле су житарице и поврће чијим узгојем је требало да буду решени проблеми несташице хране настали усред пада производње и финансијског колапса.
Протекционистички систем опорезивања који је спроводила савезна влада фаворизујући компаније са севера био је један од главних повода за сецесију јужних држава. Због тога је Устав Конфедерације гарантовао јединствен систем опорезивања за све производе, без фаворизовања једних над другим. Царине на увоз производа из других земаља износиле су до 10 % вредности производа, док су таксе на увоз производа из Сједињених Држава биле и до неколико пута више.
Новчана јединица Конфедерације био је конфедерални долар који је током рата доживео вишеструку девалвацију пошто су сви банкарски депозити у злату и сребру који су везивани за долар потрошени у Европи за оружје. Централна власт је била задужена искључиво за издавање кованог новца, док су органи власти држава чланица Конфедерације били задужени за штампање папирног новца. Занимљиво је да је крајем рата због недостатка племенитих метала дошло до потпуног прекида производње кованог новца.

## Географија
Конфедерација Америчких Држава се граничила на северу са САД, на југу са Мексиком и Мексичким заливом, а на истоку са Атлантским океаном.
Имала је укупну површину (не рачунајући Кентаки и Мисури) 1.995.392 km², и обалу дугачку 4.698 km.
Главни део Конфедерације Америчких Држава налазио се у подручју влажне суптропске климе са благим зимама и дугим, топлим и кишним летима. Нека подручја Конфедерације имала су тропску климу (Флорида), а нека су била изложена честим ураганима (државе на атлантској обали и државе Мексичког залива). Од већих река треба издвојити Мисисипи, Арканзас и Црвену реку Југа. Источно од Мисисипија, највеће реке у Северној Америци, тло је углавном било шумовито. Највиши врх Конфедерације (не рачунајући Аризону и Нови Мексико) био је Гвадалупе Пик у Тексасу, са 2.670 m надморске висине.
Већина земљишта је била заштићена, мада су нека изнајмљена за вађење нафте и гаса, вађење руда, експлоатацију шума и за испашу стоке; 2,4 % се користило за војне потребе.
Становништво Конфедерације је бројало на попису 1860. године 9.103.332 људи (укључујући и 3 милиона робова) и углавном су живели у руралним подручјима. Њу Орлеанс на југу земље је са популацијом од 168.675 људи, био међу десет највећих америчких градова и највећи у Конфедерацији.
Највећи градови
| Бр. | Град       | Држава           | Становништво 1860 | На нивоу САД | Под контролом САД |
| --- | ---------- | ---------------- | ----------------- | ------------ | ----------------- |
| 1   | Њу Орлеанс | Луизијана        | 168.675           | 6            | 1862              |
| 2   | Чарлстон   | Јужна Каролина   | 40.522            | 22           | 1865              |
| 3   | Ричмонд    | Вирџинија        | 37.910            | 25           | 1865              |
| 4   | Мобил      | Алабама          | 29.258            | 27           | 1865              |
| 5   | Мемфис     | Тенеси           | 22.623            | 38           | 1862              |
| 6   | Савана     | Џорџија          | 22.292            | 41           | 1864              |
| 7   | Питерсбург | Вирџинија        | 18.266            | 50           | 1865              |
| 8   | Нешвил     | Тенеси           | 16.988            | 54           | 1862              |
| 9   | Норфок     | Вирџинија        | 14.620            | 61           | 1862              |
| 10  | Огаста     | Џорџија          | 12.493            | 77           | 1865              |
| 11  | Коламбус   | Џорџија          | 9.621             | 97           | 1865              |
| 12  | Атланта    | Џорџија          | 9.554             | 99           | 1864              |
| 13  | Вилмингтон | Северна Каролина | 9.553             | 100          | 1865              |

## Политика
Конфедеративне Америчке Државе су биле секуларна држава, а власт је подељена на три нивоа — извршну, законодавну и судску.
Извршна власт је састављена од председника Конфедерације, потпредседника и шест чланова кабинета. Током четири године постојања, председник и потпредседник су били Џеферсон Дејвис, односно Александер Стивенс. Чланови кабинета који су такође остали од почетка до краја су: секретар морнарице Стивен Малори и министар поштанског саобраћаја Џон Реган.
Ниједна држава у свету није званично признала Конфедерацију. Док је обављао дужност државног секретара, Џуда Бенџамин је покушао да издејствује признање Конфедерације од стране Британије и Француске; његови напори су били неуспешни.
У новембру 1863. године, дипломата Конфедерације Дадли Ман састао се са папом Пијом IX, након чега је примио писмо за Џеферсона Дејвиса, председника Конфедерације. До успостављања пуних дипломатских односа никад није дошло као ни признање од стране Ватикана.
Законодавство
Законодавни орган власти је Конгрес Конфедерације, слично као у Сједињеним Државама, који се састоји од Представничког дома (енгл. House of Representatives) и Сената. Заступници и сенатори су подељени по савезним државама. У Представничком дому свака савезна држава има број представника сразмеран њеном броју становника, док у Сенату сваку државу заступају два сенатора.
Прве године рада, Конгрес је привремено успостављен у једнодомном формату. Председник већа је био Хауел Коб из Џорџије, између 4. фебруара 1861. и 17. фебруара 1862. године.
Правосуђе
Судска власт се састојала од свих судова у Конфедерацији. Због рата Врховни суд Конфедерације никада није покренут. Генерално, државни и месни судови наставили су да функционишу као и пре 1861. године, једина разлика је признавање владе Конфедеративних Америчких Држава.

## Застава
Званична застава ове бивше заједнице држава, која је коришћена током Америчког грађанског рата (1861—1865), постојала је у неколико дизајнерских верзија. Осим државне заставе, такође је позната и Борбена застава Конфедерације. Након завршетка рата, бројне верзије ове/ових заставе су и даље коришћене, како приватно тако и од званичних институција, али уз бројне контроверзе.
Државне заставе Мисисипија, Џорџије и Тенесија су базиране на застави Конфедерације. Застава Северне Каролине је базирана на застави бивше државе из 1861. када се одвојила од Уније и прикључила Конфедерацији. Заставе Алабаме и Флориде су највероватније настале по узору на заставу Конфедерације, мада је то и даље неразјашњено. Прву државну заставу Конфедерације дизајнирао је пруски уметник Никола Маршал у Мериону, држава Алабама. Звезде и пруге су прихваћене као застава 4. маја 1861. у Монтгомерију, Алабама. Маршал је такође дизајнирао и униформу војске.
- Прва застава Конфедерације
 „7 звезда и пруге“
 (4. март — 21. мај 1861)
- Прва застава Конфедерације
 „9 звезда и пруге“
 (21. мај — 2. јул 1861)
- Прва застава Конфедерације
 „11 звезда и пруге“
 (2. јул — 28. новембар 1861)
- Прва застава Конфедерације
 „13 звезда и пруге“
 (28. XI 1861–1. III 1863)
- Друга застава Конфедерације
 (1. мај 1863–4. март 1865)
- Друга застава Конфедерације
 (1. мај 1863–4. март 1865)
- Трећа застава Конфедерације
 (након 4. марта 1865)
- Трећа застава Конфедерације
 (након 4. марта 1865)

## Војска
Војска Конфедерације је основана 6. марта 1861. да брани новоформирану државу током Америчког грађанског рата. У најбољем случају, процењује се да се око 1.500.000 људи борило на страни војске Конфедерације током рата. Тачан број појединаца који су служили у војсци је немогуће установити због непотпуних или уништених архива и записа.
Главне армије војске Конфедерације биле су: Армија Северне Вирџиније (Army of Northern Virginia) под командом генерала Роберта Едварда Лија, као и остаци Армије Тенеси и разних других јединица под командом генерала Џозефа Џонстона. Све до пред крај рата војска није имала формалног војног команданта или начелника генералштаба. Председник Џеферсон Дејвис који је и сам бивши официр америчке војске и секретар рата САД, био је Врховни командант. Ли је био формално изабран за генерала војске актом Конгреса (23. јануар 1865) и служио у том својству од 31. јануара до 9. априла 1865.
У задњим месецима Америчког грађанског рата, Ли је разматрао план да наоружа црне робове Југа да би попунио редове јужњачке војске, али план није дошао на време за спас Конфедерације.
Џони Реб или Џони Ребел (енгл. Johnny Rebel) био је персонификација војске Југа и уопште симбол свих јужних држава САД, обично је приказиван као војник са пушком и са заставом Конфедерације.

## Политичке вође и војсковође Конфедерације
- Џеферсон Дејвис
- Александер Стивенс
- Џуда Бенџамин
- Џон К. Брекинриџ
- Роберт Тумс
- Џорџ Дејвис
- Кристофер Мемингер
- Лирој Поуп Вокер
- Роберт Ли
- Стоунвол Џексон
- Алберт Џонстон
- Бракстон Браг
- Нејтан Бедфорд Форест
- Џозеф Џонстон
- Алберт Пајк

## Галерија
- Застава Конфедеративних Америчких Држава данас
- Споменик борцима Конфедерације у Вашингтону, Џорџија
- Конфедерацијска бела кућа у Ричмонду
- Зграда владе конфедерације
- Војник конфедерације
- Стена са вођама југа
- Статуа Џеферсона Дејвиса
- 100 конфедерационих долара
- Џеферсон Дејвис
- Поштанска марка са ликом Дејвиса